# Massimo Briaschi
Massimo Briaschi (Lugo di Vicenza, 12 maggio 1958) è un procuratore sportivo ed ex calciatore italiano, di ruolo attaccante o centrocampista.

## Biografia
È fratello maggiore del calciatore Alberto.

## Caratteristiche tecniche
Mancino naturale, venne impiegato con profitto da classico centravanti, al centro della manovra d'attacco, e da seconda punta o ala. Giocatore dal grande spirito di sacrificio, è ricordato come un attaccante di fascia molto completo, veloce e opportunista in area, dotato nel tiro. Di corporatura proporzionata, adatta allo scatto sul breve e alla corsa sul lungo, pur a fronte di un'altezza non eccezionale si dimostrò avvezzo al gioco aereo.

## Carriera

### Club

#### Lanerossi Vicenza e Genoa

Briaschi al Lanerossi Vicenza nel 1978, in azione contro il Dukla Praga a cui segnò la sua prima rete nelle coppe europee.

Crebbe nelle giovanili del L.R. Vicenza con cui debuttò da professionista nella stagione 1975-1976, in Serie B, disputando 4 gare nei due successivi campionati. Nella stagione 1977-1978 fece parte delle seconde linee del cosiddetto Real Vicenza di Paolo Rossi e Gibì Fabbri secondo classificato in Serie A, tuttora il miglior piazzamento di una neopromossa nel massimo campionato italiano.
L'anno successivo trovò maggiore spazio nella squadra berica, iniziando a guadagnarsi il soprannome di Nuovo Rossi e segnando 1 gol, in Coppa UEFA, ai cecoslovacchi del Dukla Praga: fu la sua prima marcatura, e del Lanerossi, in competizioni confederali.
Dopo la stagione da riserva in prestito al Cagliari, nell'annata 1980-1981 tornò a Vicenza dove realizzò 11 gol in Serie B, tuttavia inutili, a fine stagione, a evitare la retrocessione della squadra in Serie C1. Nel campionato successivo, dopo poche gare coi veneti, tornò in Serie A passando al Genoa con cui segnò 8 reti nel campionato 1981-1982.
Giocò altre due stagioni in Liguria siglando in totale 29 reti, di cui 12 nella stagione 1983-1984 conclusa con la retrocessione in Serie B. In precedenza, il 15 maggio 1983 segnò alla Juventus, l'ultimo gol subìto nel campionato italiano da Dino Zoff.

#### Juventus
Il suo ruolino sottoporta a Genova attirò l'interesse della Juventus di Giovanni Trapattoni, che lo prelevò nell'estate 1984 per affiancarlo in attacco all'ex compagno di squadra a Vicenza, Paolo Rossi. A Torino non patì l'impatto con l'ambiente di una big, segnando all'esordio in bianconero una tripletta al Palermo nella sfida casalinga di Coppa Italia del 22 agosto. Utilizzato da seconda punta, nell'annata 1984-1985 ripeté le 12 marcature della precedente stagione a Genova, contribuendo attivamente in campo europeo alla vittoria di Supercoppa UEFA, in cui servì a Zbigniew Boniek gli assist per la doppietta del polacco al Liverpool, e Coppa dei Campioni, grazie alle reti siglate agli svizzeri del Grasshoppers, ai cecoslovacchi dello Sparta Praga – «il gol che ancora adesso ricordo con più piacere, anche se non era il più bello in assoluto» – e, nella semifinale di andata, ai francesi del Bordeaux.

Briaschi in bianconero nel 1986, in lotta con il madrileno Valdano in una sfida di Coppa dei Campioni.

Il 24 aprile 1985, nel retour match d'oltralpe contro i girondini, uno scontro di gioco a centrocampo gli lesionò legamento crociato e capsula articolare: un infortunio «che mi ha tagliato le gambe, fino a quel momento ero uno dei titolari della Juve». Nella parte conclusiva della stagione, scese comunque in campo dal 1' nella finale di Coppa dei Campioni a Bruxelles, ancora contro i Reds – «pur di giocare feci sette-otto infiltrazioni» –, nella tragica notte dell'Heysel, prima di sottoporsi a Saint-Étienne all'inevitable intervento chirurgico.
L'annata successiva, a dicembre subentrò a gara in corso nella vittoriosa Coppa Intercontinentale a Tokyo contro i sudamericani dell'Argentinos Juniors, e alla fine del campionato 1985-1986 conquistò in maglia juventina l'unico titolo italiano in carriera, segnalandosi nell'occasione per la rifinitura a Michael Laudrup nella vittoria interna sul Milan, a un turno dalla fine, de facto il gol-scudetto; alle prese coi postumi dell'infortunio, nonché con gli arrivi in Piemonte del succitato Laudrup e di Aldo Serena, andò tuttavia sempre più spesso in panchina. Alla fine del suo terzo anno a Torino, vedendosi definitivamente precluso uno spazio da titolare e perso l'appoggio della tifoseria bianconera, decise di tornare al Genoa.

#### Ultimi anni
Dopo due stagioni in Serie B coi rossoblù, nella seconda delle quali partecipò al ritorno dei liguri in massima categoria, nel dicembre 1989 passò al Prato, in Serie C1, dove non riuscì mai a trovare la rete. A fine campionato, anziché scendere ulteriormente di categoria stante la retrocessione dei toscani in Serie C2 (dopo avere perso, ironia della sorte, uno spareggio salvezza contro la sua ex squadra berica), decise di chiudere la carriera professionistica nel 1990, a 31 anni, ritirandosi dopo una breve esperienza nella Canadian Soccer League con i North York Rockets.

### Nazionale

Briaschi (a destra) in azione con la maglia della nazionale olimpica nel 1983; dietro di lui, Iorio.

Nel biennio 1978-1979 ottenne 4 presenze nell'Italia under 21, con cui esordì il 28 dicembre 1978 in trasferta contro i pari età della Spagna.
Nell'estate 1984 venne selezionato da Enzo Bearzot per la rosa dell'Italia olimpica quarta classificata ai Giochi di Los Angeles 1984. Qui scese in campo in 2 occasioni, nella sfida della fase a gironi contro la Costa Rica, e nella finale per la medaglia di bronzo contro la Jugoslavia, entrambe perse dagli azzurri.

## Palmarès

### Club

#### Competizioni nazionali
- Campionato italiano di Serie B: 2

Lanerossi Vicenza: 1976-1977
Genoa: 1988-1989
- Coppa Italia Serie C: 1

Lanerossi Vicenza: 1981-1982
- Campionato italiano: 1

Juventus: 1985-1986

#### Competizioni internazionali
- Supercoppa UEFA: 1

Juventus: 1984
- Coppa dei Campioni: 1

Juventus: 1984-1985
- Coppa Intercontinentale: 1

Juventus: 1985